# Тетима (Дервента)
Тетима (серб. Тетима, хорв. Tetima) — населенный пункт (деревня) в общине Дервента, который принадлежит энтитету Республике Сербской, Босния и Герцеговина. По результатам югославской переписи населения 1991 года в Тетиме проживало 1164 человека.

## Население
В населении деревни преобладают хорваты, другие национальности составляют малую часть населения.
| 1991                           | - | - | - | - | - | - |
| ------------------------------ | - | - | - | - | - | - |
| 1164                           | - | - | - | - | - | - |
| Гистограмма динамики населения |   |   |   |   |   |   |

### Национальный состав
1991 год:
- сербы — 79 человек (6,78 %);
- хорваты — 914 человек (78,52 %);
- югославы — 36 человек (3,09 %);
- мусульмане — 112 человек (9,62 %);
- другие — 23 человека (1,97 %).